# Nikomachos (Maler)
Nikomachos von Theben war ein griechischer Maler der Antike, der etwa von 360 bis 320 v. Chr. aktiv war. Er stammte vielleicht aus der Stadt Theben.
Nach Plinius war Nikomachos Sohn und Schüler des Malers Aristeides von Theben. Er selbst unterrichtete seinen Bruder Ariston, seinen Sohn Aristeides von Theben II sowie Philoxenos von Eretria.
Plinius führt mehrere Werke auf, die von Nikomachos stammen sollen, darunter eine Darstellung des Raub der Persephone. Er war ein Vertreter der Vierfarbenmalerei und soll sehr schnell gemalt haben. Als erster habe er Odysseus mit einem Pileus dargestellt.
Seine Gemälde schuf er unter anderem im Auftrag makedonischer Herrscher und des Tyrannen Aristratos von Sikyon. Einige Werke gelangten später nach Rom. Erhalten geblieben ist keines der Gemälde des Nikomachos, allerdings wurde die Vermutung aufgestellt, dass ein Wandgemälde in einem Grab im makedonischen Vergina auf Nikomachos zurückgeht.